# Hjemmet i mig
|  | Denne artikel er oprettet af botten Steenthbot ud fra en ekstern database. Den kan derfor have sproglige fejl eller mangler. Denne skabelon kan fjernes efter kontrol af indholdet. |

Hjemmet i mig er en dansk dokumentarfilm fra 2020 instrueret af Sine Vadstrup Brooker.

## Handling
Hjemmet i Mig er et personligt far-datterportræt om følelsesmæssig, genetisk og geografisk tilhørighed. Filmen svæver mellem instruktør Sine Brookers idylliske opvækst på Samsø og hendes fars minder om den caribiske ø, han voksede op på, før hans familie måtte immigrere. Hvad der begynder med, at Sine ønsker at lære sin far bedre at kende, bliver til en sammenføjet rejse for de to. Filmen handler om rødder, længsel, drømme og om at finde hjemmet i sig selv.